# Luc Simon
Luc Simon, né le 16 juillet 1924 à Reims et mort le 5 novembre 2011 à Clamecy,, est un artiste peintre français.

## Biographie

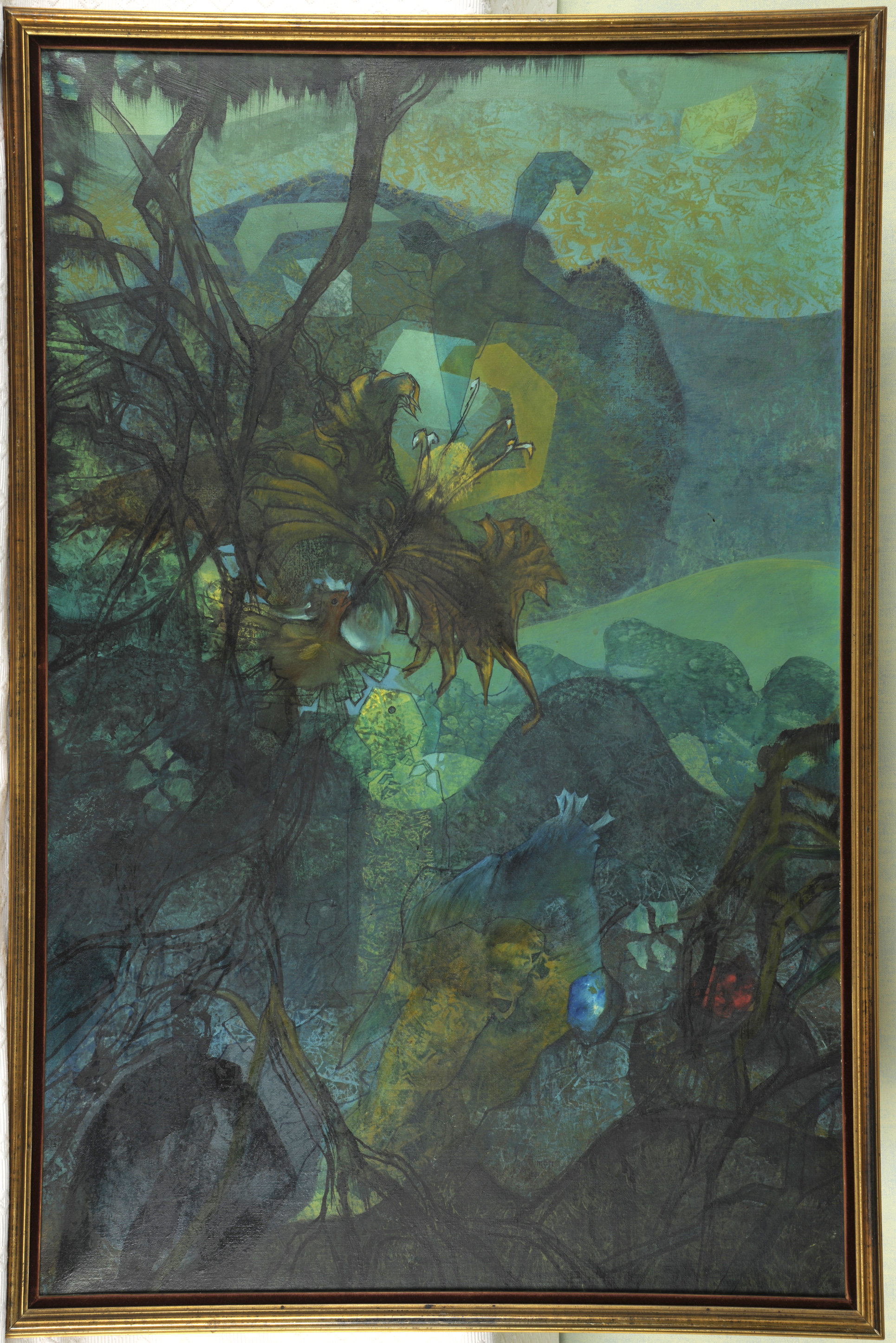
Où es-tu ? Qui es-tu ? M'entends-tu ?, huile sur toile

Artiste-peintre et lithographe, Luc Simon est le fils de Jacques Simon, lui-même descendant d'une famille de maîtres verriers de la cathédrale de Reims depuis des siècles. Il a eu deux sœurs, Brigitte et Simone, l'une artiste-peintre et l'autre dessinatrice et sculpteur. Brigitte Simon, mariée à Charles Marq, reprit l'atelier de son père.
Il parfait sa formation en étant pensionnaire de la Casa de Velázquez de 1950 à 1951 à Madrid. 
À partir de 1955 ; il a fait l'objet d'expositions internationales importantes dont « Luc Simon / les moralités légendaires » qui a voyagé à Reims, à Mulhouse, à Gengenbach (Allemagne), à Belfort et à la pinacothèque d'Athènes (Grèce).
Ses œuvres figurent dans plusieurs Musées dont le centre Georges Pompidou.
Il a également réalisé des vitraux tels que ceux de l'église de Lucy-sur Yonne. 
Avec Paloma Picasso, il a signé les décors de Madame une comédie musicale écrite par Barbara et Rémo Forlani (1969-1970).
Acteur, Il a joué le rôle-titre du film Lancelot du Lac de Robert Bresson en 1974, et il fut témoin dans le documentaire Picasso : Réminiscences de Fabienne Strouve (1989).
Luc Simon fut, jusqu'en 1962, l'époux de Françoise Gilot, dont il a eu une fille, Aurélia. Puis il eut, pendant deux ans, une liaison passionnée avec la chanteuse Barbara, avant d'épouser Doris Klausmann.
Il est inhumé dans le cimetière de Lucy-sur-Yonne (Yonne).

## Œuvres
- Vitraux de l'église de Fère-en-Tardenois
- Vitraux de la basilique Saint-Remi de Reims
- Vitraux de l'église de Lucy-sur-Yonne, 2000
- Plusieurs de ses sculptures sont érigées à Thiais, Villemomble, Clichy-sous-Bois et Dammarie-les-Lys.
- Cycle « Les moralités légendaires » 1980-1985

### Collections publiques
- Centre national d'art et de culture Georges-Pompidou
- Musée d'art moderne de Tokyo
- Musée des beaux-arts de Reims
- Musée Rimbaud à Charleville-Mézières : œuvre de grand format exposé à partir du 23 janvier 2024 dans la salle Voyages[7]

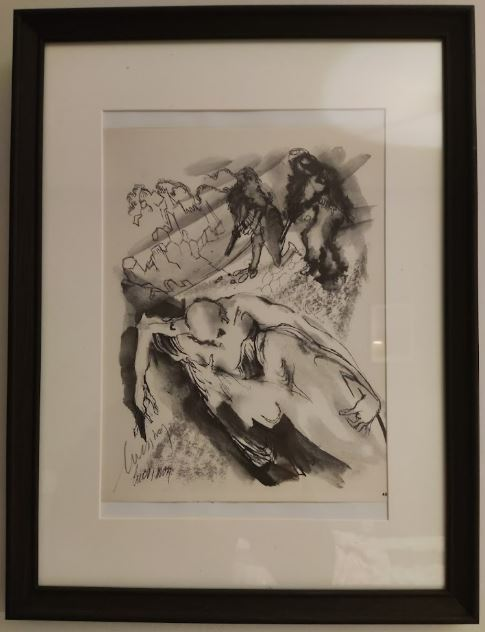
Gravure signée dans la planche et au crayon, collection privée

## Distinctions
- 1950 : prix de la Casa Velasquez à Madrid
- 1956 : prix Fénéon à Paris
- 1955 : prix de la biennale internationale à Menton
- 1963 : prix de la critique de la ville de Paris